# Audresselles
Audresselles är en kommun i departementet Pas-de-Calais i regionen Hauts-de-France i norra Frankrike. Kommunen ligger i kantonen Marquise som tillhör arrondissementet Boulogne-sur-Mer. År 2022 hade Audresselles 616 invånare.

## Befolkningsutveckling
Antalet invånare i kommunen Audresselles
| Referens: INSEE |

## Externa länkar

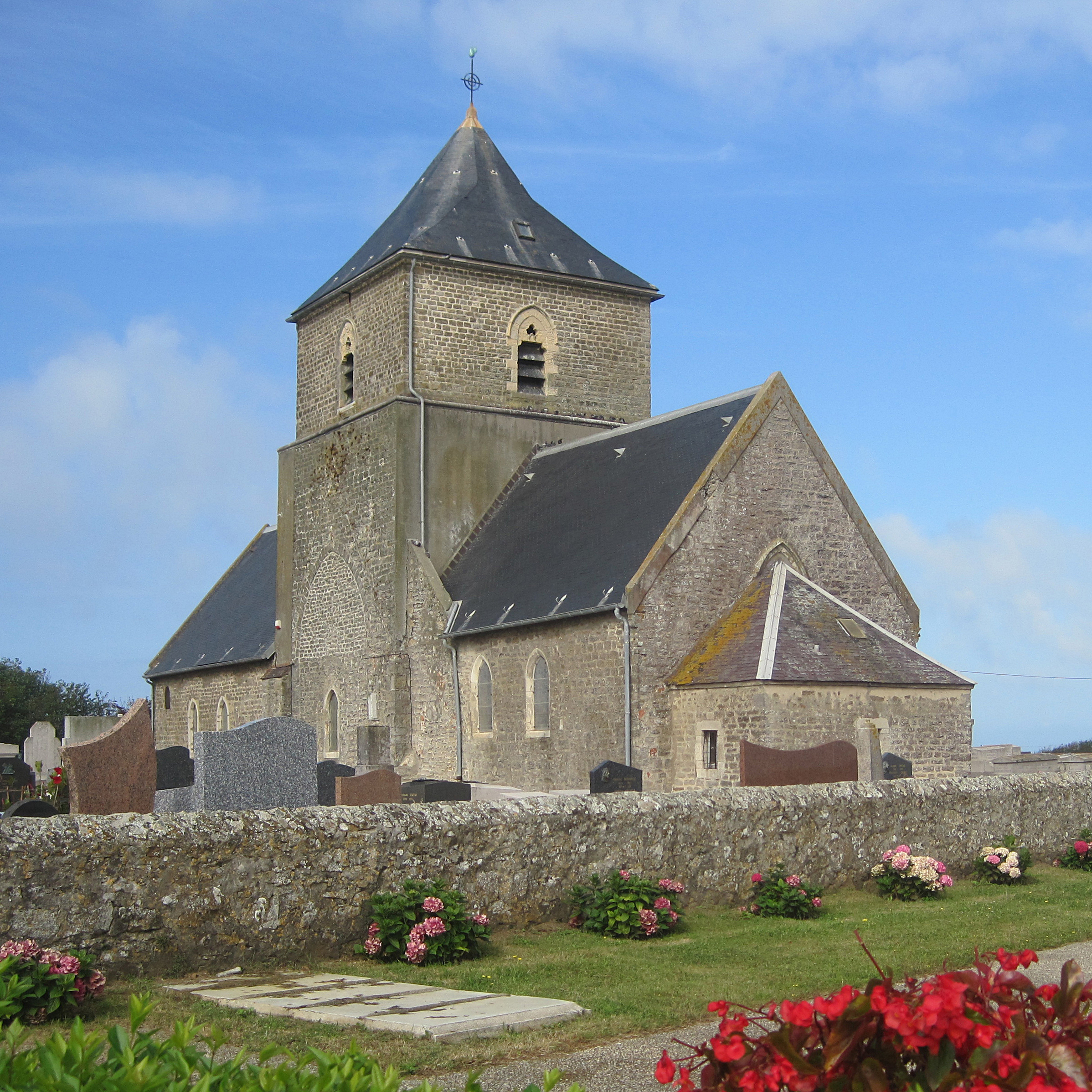